# Nymphaea alba
La ninfea comune (Nymphaea alba L., 1753) è una pianta acquatica della famiglia delle Nymphaeaceae, diffusa nelle acque dolci di Europa, Nord Africa e Asia.

## Etimologia
Il nome generico (Nymphaea) deriva dal vocabolo arabo nenufar (derivato a sua volta dal persiano "loto blu"). Ad introdurlo nella nomenclatura botanica è stato il medico, botanico e teologo tedesco Otto Brunfels (Magonza, 1488 – Berna, 25 novembre 1534) nel 1534.
L'epiteto specifico (alba) si riferisce alla colorazione del fiore.
Il binomio scientifico attualmente accettato (Nymphaea alba) è stato proposto da Linneo (1707–1778), biologo e scrittore svedese, considerato il padre della moderna classificazione scientifica degli organismi viventi, nella pubblicazione Species Plantarum del 1753.
In lingua tedesca questa pianta si chiama Weiße Seerose; in francese si chiama nymphéa blanc oppure nénufar blanc; in inglese si chiama white water-lily.

## Descrizione

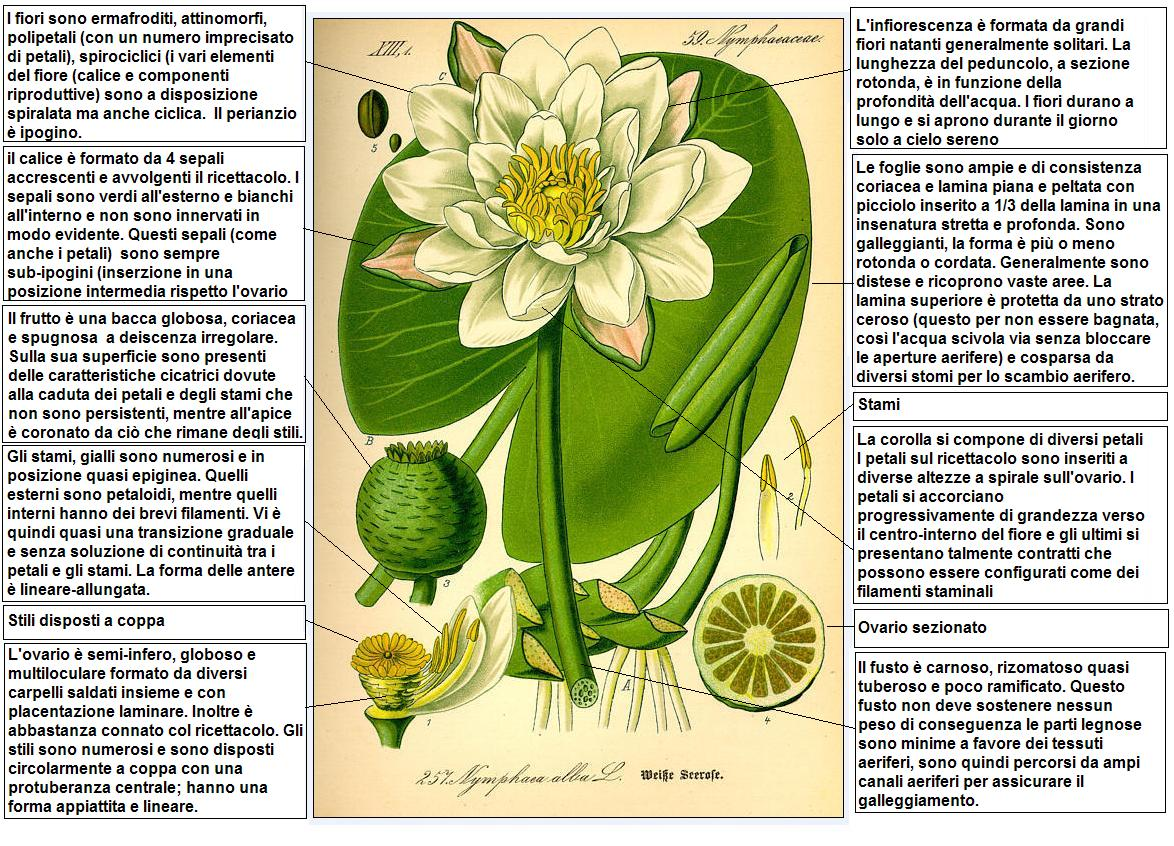
Descrizione delle parti della pianta

È una pianta acquatica che vive di preferenza nelle acque ferme o a lento decorso, è radicante e perenne, ed è particolarmente resistente e si propaga con facilità tanto che in certi casi viene considerata invasiva. In realtà è più palustre che acquatica in quanto è una specie che può sopportare facilmente abbassamenti temporanei del livello dell'acqua. L'altezza media di queste piante va da 20 a 200 cm (considerando ovviamente anche la porzione sommersa). La forma biologica della specie è idrofita radicante (I rad); ossia sono piante acquatiche perenni le cui gemme si trovano sommerse o natanti e hanno un apparato radicale che le ancora al fondale. Molte caratteristiche avvicinano questa pianta alle Monocotiledoni.

### Radici
La profondità della pianta in acqua (e quindi le radici) può arrivare ad oltre un metro; le radici sono fissate sul fondo fangoso. Generalmente scaturiscono dal fusto subacqueo in posizione opposta ad ogni inserzione fogliare.

### Fusto
- Parte ipogea: (in questo casi si tratta della parte sommersa) il fusto è carnoso, rizomatoso quasi tuberoso e poco ramificato e non di tipo stolonifero. Questo fusto è diverso dai fusti aerei delle piante terrestri in quanto non deve sostenere nessun peso; di conseguenza le parti legnose sono minime a favore dei tessuti aeriferi. Infatti questi fusti (come anche i piccioli e i peduncoli) sono percorsi da ampi canali aeriferi (per assicurare il galleggiamento) alle cui pareti sono immersi numerosi minuti cristalli di ossalato di calcio. In genere i fusti risultano flaccidi ma tenaci. La superficie è segnata dalle cicatrici dei piccioli delle annate precedenti. Diametro del rizoma 5 – 7 cm.
- Parte epigea: praticamente è assente.

### Foglie

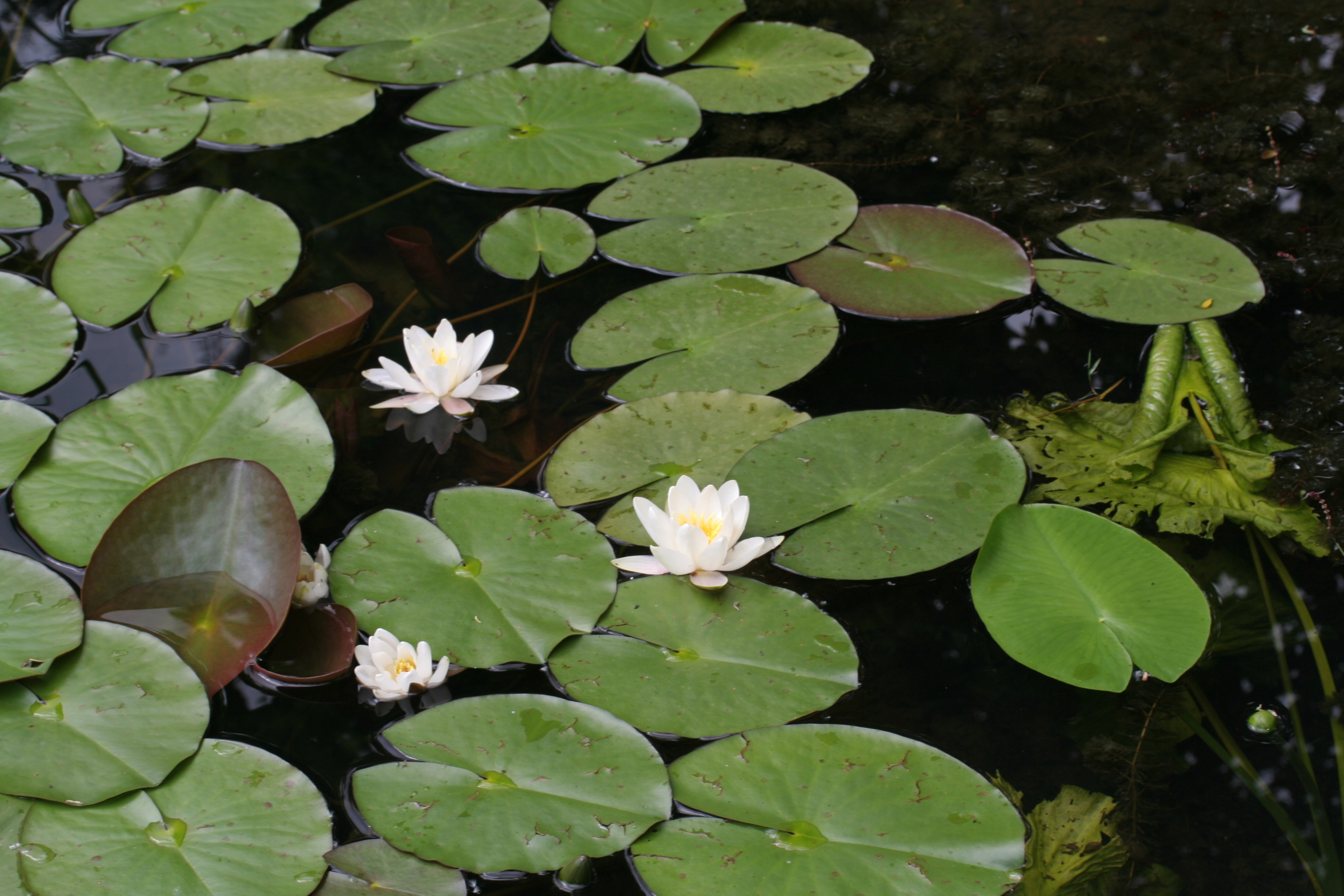
Le foglie
Località: Giardino Botanico Alpino "Giangio Lorenzoni", Pian Cansiglio, Tambre d'Alpago (BL), 1000 m s.l.m. - 08/06/2008

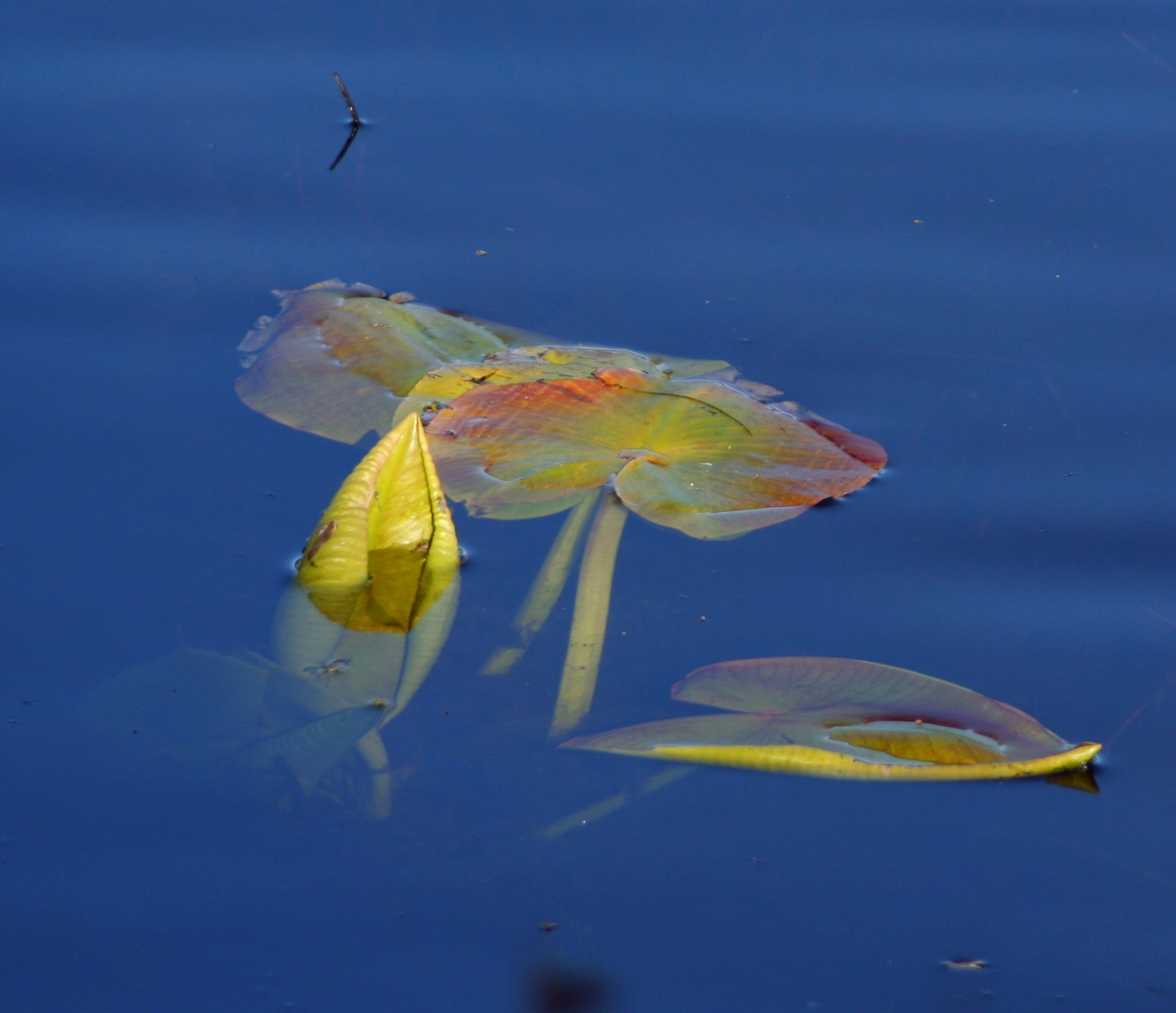
Nuova foglia emergente

Le foglie sono ampie e di consistenza coriacea e lamina piana e peltata con picciolo inserito a 1/3 della lamina in una insenatura stretta e profonda. Sono galleggianti, la forma è più o meno rotonda (o cordata) ad orecchie basali acute. La lunghezza del picciolo è in funzione della profondità dell'acqua. Generalmente sono distese e ricoprono vaste aree, ma a volte possono trovarsi anche in posizione semi-eretta e quindi parzialmente emergenti. Le due pagine (quella sopra e quella sotto) hanno ovviamente strutture anatomiche diverse interfacciando due elementi completamente differenti (aria e acqua). La lamina superiore è protetta da uno strato ceroso (questo per non essere bagnata, così l'acqua scivola via senza bloccare le aperture aerifere) e cosparsa da diversi stomi per lo scambio appunto aerifero. La lamina inferiore invece contiene antocianina (per questo è purpurea). L'antocianina è una glucoside privo di azoto che ha la funzione di convertire i raggi luminosi del sole in calore. In questo modo anche la parte inferiore della foglia collabora ad incrementare i processi metabolici di tutta la foglia. Le foglie hanno delle nervature che si irradiano dal nervo centrale e in corrispondenza del margine della foglia si sdoppiano più volte a 90°. Ogni pianta con le sue foglie può occupare un'area di circa 150 cm di diametro. Diametro delle foglie: 10 – 30 cm.
Lo sviluppo di queste foglie è molto particolare: infatti crescono dritte dal fondale verso la superficie con le due semi-lamine arrotolate su sé stesse dall'esterno verso la nervatura centrale della foglia; al momento opportuno si srotolano dispiegandosi completamente sulla superficie dell'acqua. Le foglie nascono dal rizoma sottostante in ordini spiralato-alterni e si possono dividere in tre tipi (dimorfismo fogliare): 
- (1) foglie sommerse sottili e fragili con brevi piccioli;
- (2) foglie galleggianti (spesse e coriacee) con la maggioranza degli organi disposti sulla pagina superiore (stomi e cellule a palizzata assimilatrici);
- (3) foglie dalla struttura normali, sempre in superficie, spesse e coriacee, e con stomi anche sulla pagina inferiore.

### Infiorescenza

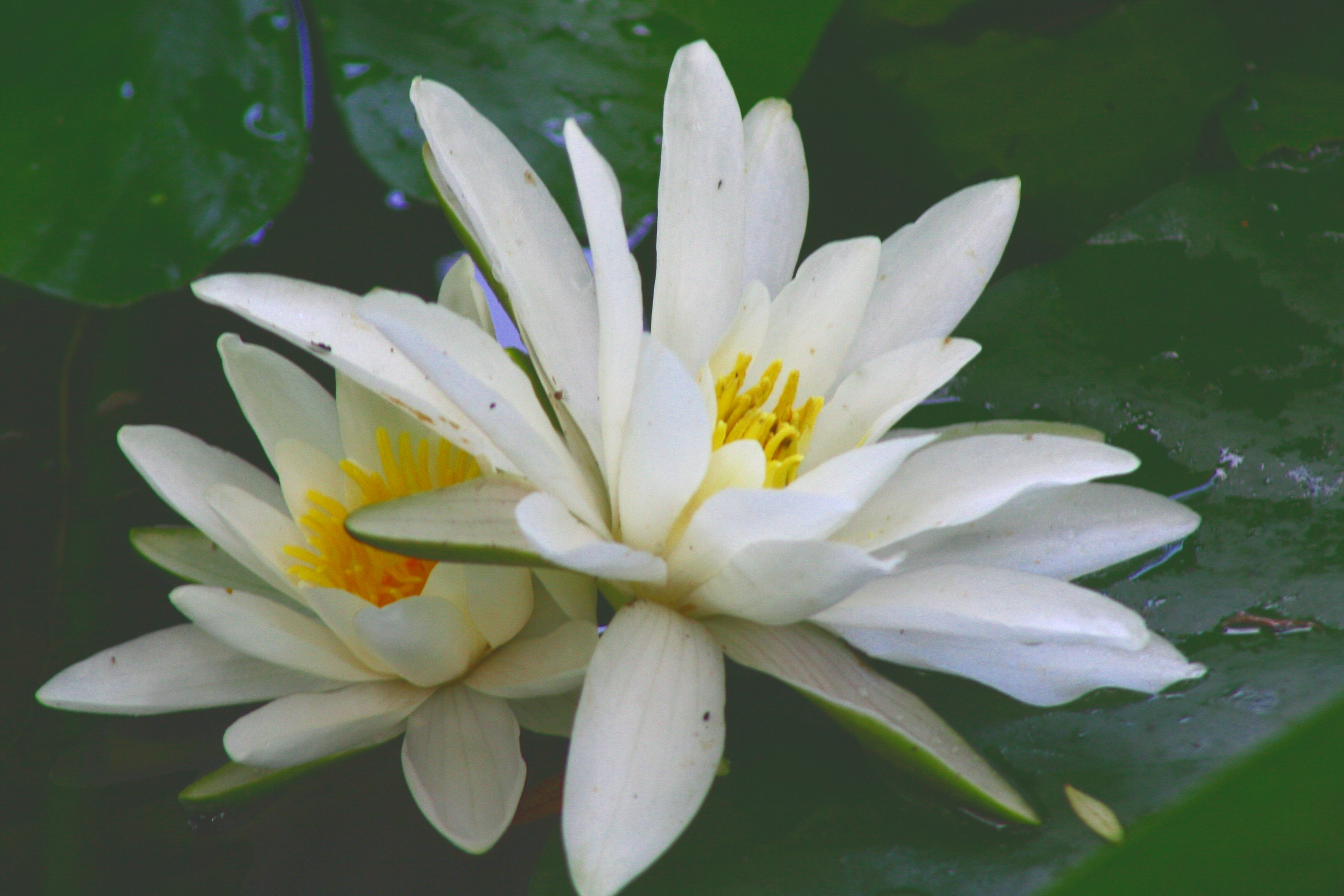
I fiori
Località: Orto Botanico Conservativo Carlo Spegazzini (TV) - 15/06/2007

L'infiorescenza è formata da grandi fiori natanti generalmente solitari. La lunghezza del peduncolo, a sezione rotonda, è in funzione della profondità dell'acqua. I fiori durano a lungo e si aprono durante il giorno solo a cielo sereno: l'apertura inizia verso le ore 11 e raggiunge il massimo splendore tra le ore 14 e 15 del primo pomeriggio quando l'aria è più calda.

### Fiore

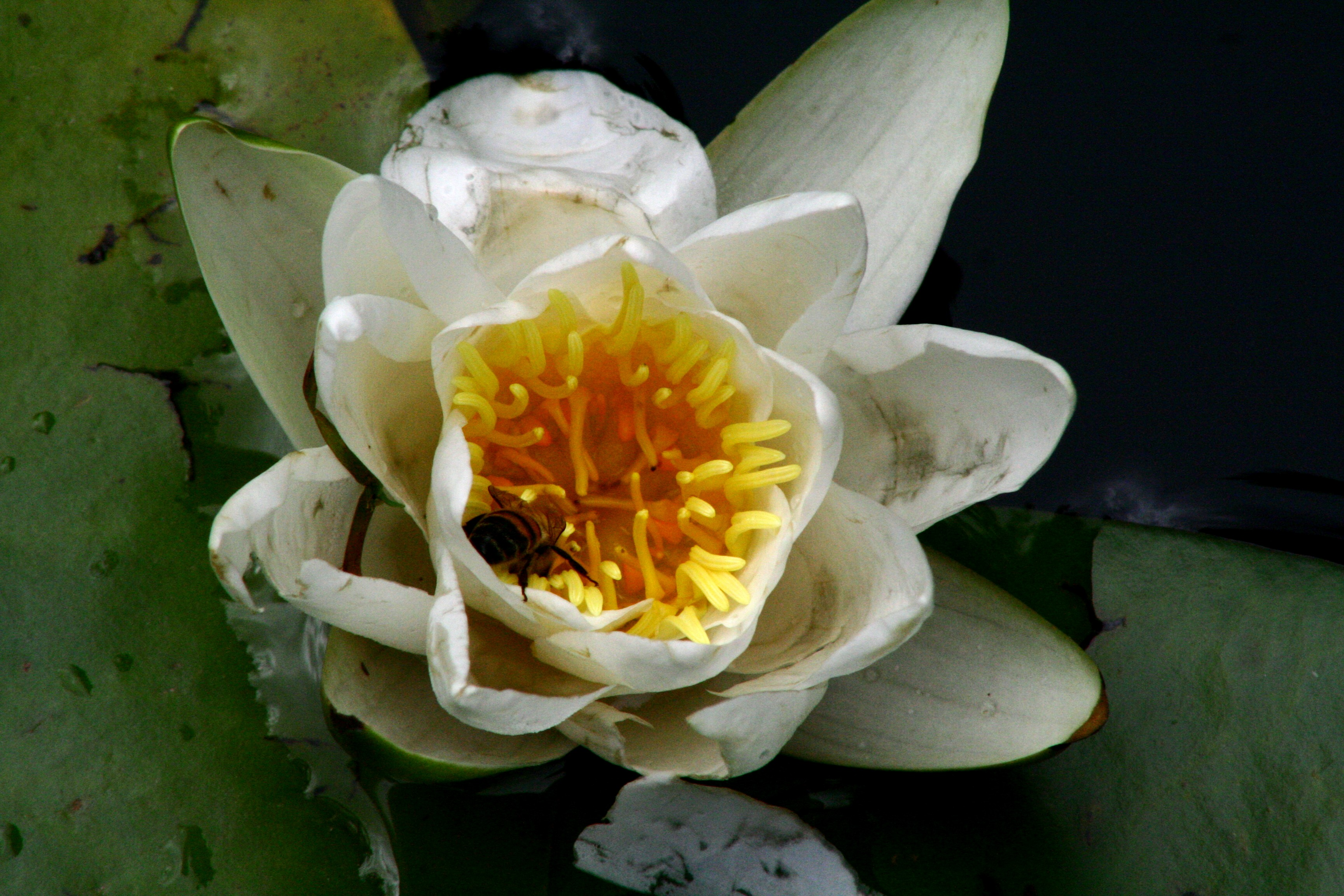
Gli stami
Località: Giardino Botanico Alpino "Giangio Lorenzoni", Pian Cansiglio, Tambre d'Alpago (BL), 1000 m s.l.m. - 05/07/2007

I fiori sono ermafroditi, attinomorfi, polipetali (con un numero imprecisato di petali), spirociclici (i petali sono a disposizione spiralata/ciclica), in genere tutti gli altri elementi del fiore (calice e componenti riproduttivi) sono a disposizione spiralata. Il perianzio è ipogino. Il colore del fiore è bianco puro (raramente roseo). I fiori sono profumati. Diametro dei fiori 10 – 12 cm.
- Formula fiorale:

* K 4, C molti A molti, G 8-molti (semi-infero) 
- Calice: il calice è formato da 4 sepali accrescenti e avvolgenti il ricettacolo. I sepali sono verdi all'esterno e bianchi all'interno e non sono innervati in modo evidente. Questi sepali (come anche i petali) sono sempre sub-ipogini (inserzione in una posizione intermedia rispetto all'ovario[8]). Dopo l'antesi vanno in putrefazione. Lunghezza dei sepali 3 – 5 cm.

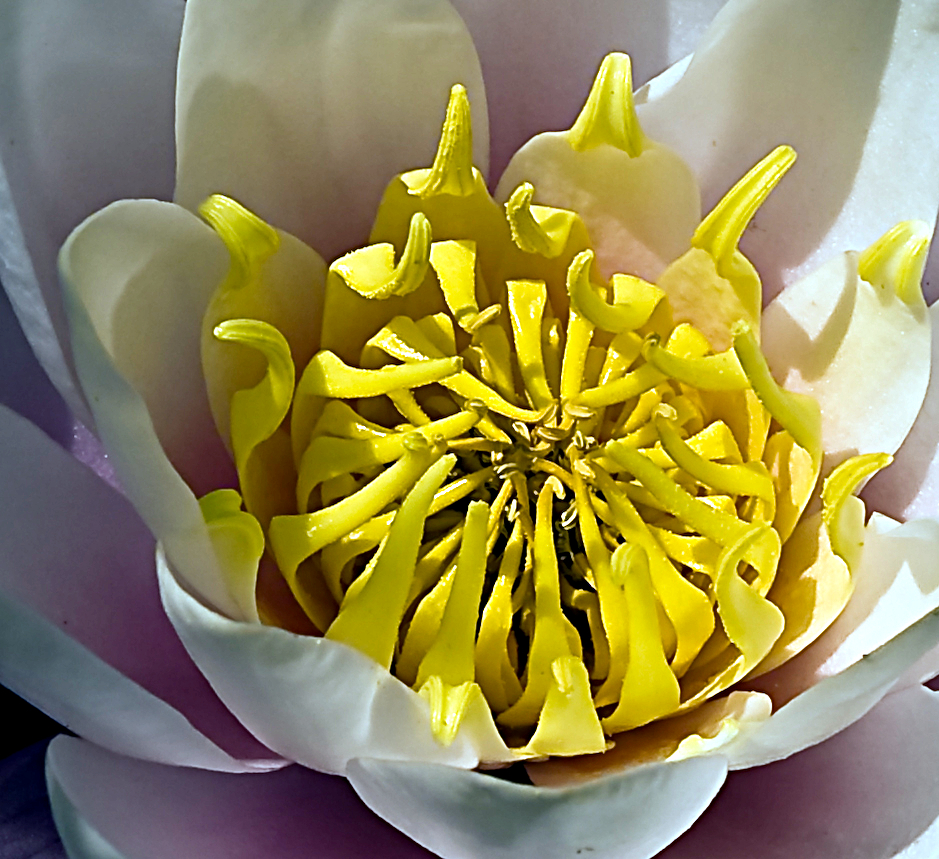
Transizione dai petali agli stami

- Corolla: la corolla si compone di diversi petali (da 15 a 30). La posizione dei petali sul ricettacolo non è a fossetta alla base, ma sono inseriti a diverse altezze a spirale sull'ovario (in realtà l'inserzione è sempre esterna al ricettacolo). I petali diminuiscono progressivamente di grandezza verso il centro-interno del fiore e si tingono sempre più di giallo. Gli ultimi petali si presentano talmente contratti che possono essere configurati come dei filamenti staminali completamente gialli; in questo modo il fiore delle “ninfee” riesce a mettere bene in evidenza tutta la struttura di passaggio e relative morfologie dai sepali verdi-bianchi fino all'androceo-gineceo (parte più interna e centrale del fiore). Contemporaneamente la porzione distale del petalo produce inoltre del tessuto sporigeno fertile (strato anterifero generatore del polline[9]) in modo gradualmente sempre più consistente verso il centro. Lunghezza dei petali 3 – 5,5 cm.
- Androceo: gli stami, gialli sono numerosi e in posizione quasi epiginea. Quelli esterni sono petaloidi (vedere la descrizione della corolla), mentre quelli interni hanno dei brevi filamenti, appena più stretti delle antere; questi ultimi inoltre sono i primi a maturare. Vi è quindi quasi una transizione graduale e senza soluzione di continuità tra i petali e gli stami. La forma delle antere è lineare-allungata. Sono connate al filamento (organo di sostegno all'antera stessa) ed hanno due logge a deiscenza longitudinale.
- Gineceo: l'ovario è semi-infero, globoso e multiloculare formato da diversi carpelli (8 o più) saldati insieme e con placentazione laminare[10]. Inoltre è abbastanza connato col ricettacolo. Gli stili sono numerosi (da 10 a 20) e sono disposti circolarmente a coppa con una protuberanza centrale; hanno una forma appiattita e lineare.
- Fioritura: da giugno a agosto (fino a settembre a quote e latitudini più basse).
- Impollinazione: impollinazione entomoga (tramite mosche).

### Frutti
Il frutto è una bacca globosa, coriacea e spugnosa a deiscenza irregolare. Sulla sua superficie sono presenti delle caratteristiche cicatrici dovute alla caduta dei petali e degli stami che non sono persistenti, mentre all'apice è coronato da ciò che rimane degli stili. La particolarità di questo frutto è che la sua maturazione avviene sott'acqua, immerso nel fondo fangoso. Infatti a fine fioritura il frutto cade nell'acqua e il tessuto assiale di protezione si stacca in più parti dai carpelli liberi, in questo modo i numerosi semi, ellissoidi, lisci e provvisti di albume, contenuti nel frutto hanno la via libera per la disseminazione. Dimensione del frutto 2,5 – 3 cm. Dimensione dei semi 2 – 3 mm.

## Distribuzione e habitat
- Geoelemento: il tipo corologico (area di origine) è Eurasiatico.
- Distribuzione:  la specie è diffusa in Europa, Nord Africa ed Asia[1]. In Italia questa pianta è comune ovunque (in qualche regione al sud è rara come anche nelle province di Cuneo e Vercelli). In Trentino-Alto Adige questa ninfea la si trova soprattutto al lago di Cei.
- Habitat: l'habitat tipico sono le acque stagnanti oligotrofiche (povere o prive di componenti nutrizionali). Il substrato preferito è calcareo o calcareo/siliceo con pH neutro.
- Diffusione altitudinale: sui rilievi queste piante si possono trovare fino a 1500 m s.l.m.; frequentano quindi i seguenti piani vegetazionali: collinare e in parte montano.

## Fitosociologia
Dal punto di vista fitosociologico la specie di questa scheda appartiene alla seguente comunità vegetale:
Formazione : delle comunità acquatiche natanti o sommerse
Classe : Potametea pectinati
Ordine : Potametalia pectinati
Alleanza : Nymphaeion albae

## Tassonomia

### Variabilità
Nell'elenco che segue sono indicate alcune varietà e sottospecie (l'elenco può non essere completo e alcuni nominativi sono considerati da altri autori dei sinonimi della specie principale o anche di altre specie):
- Nymphaea alba L. fo. csepelensis Soo (1973)
- Nymphaea alba L. fo. limosa Soo
- Nymphaea alba L. subsp. alba : le serie interne degli stami hanno i filamenti più stretti della rispettiva antera; lo stimma è piano. È la sottospecie più diffusa.
- Nymphaea alba L. subsp. minoriflora (Simonk.) Asch. et Gr. : le serie interne degli stami hanno i filamenti larghi come la rispettiva antera; lo stimma è concavo. È molto rara e si trova in alcune zone del Piemonte.
- Nymphaea alba L. subsp. occidentalis (Ostenf.) Hyl.
- Nymphaea alba L. var. melocarpa Casp.
- Nymphaea alba L. var. minor DC. (1821)
- Nymphaea alba L. var. occidentalis Ostenf.
- Nymphaea alba L. var. rosea C. Hartm. (sinonimo = Nymphaea alba var. rubra Lonnr.)
- Nymphaea alba L. var. rubra Lonnr.
- Nymphaea alba L. var. semiaperta Schmalh. (1895)

Alcuni Autori non riconoscono le due sottospecie europee alba e minoriflora e le includono nella specie principale.

### Ibridi
Con la specie Nymphaea candida C. Presl Nymphaea alba forma il seguente ibrido interspecifico:
- Nymphaea alba x candida (sinonimo = Castalia x intermedia Ledeb.)

### Sinonimi
Questa entità ha avuto nel tempo diverse nomenclature. L'elenco che segue indica alcuni tra i sinonimi più frequenti:
- Castalia alba (L.) Wood. (1806)
- Leuconymphaea alba (L.) Kuntze (1891)
- Nymphaea alba Walter (1788)
- Nymphaea alba Turcz. (1842)
- Nymphaea alba Nutt. (1818)
- Nymphaea alba Patrin ex Bunge
- Nymphaea minoriflora (Simonk.) E.D.Wissjul.
- Nymphaea occidentalis (Ostenf.) Moss

## Usi

### Farmacia
- Sostanze presenti: tannini, resine, glucosidi e alcaloidi vari (nupharine e nymphaeine).
- Proprietà curative: secondo la medicina popolare queste piante vengono usate in quanto dotate delle seguenti proprietà medicinali: cardiotoniche (regola la frequenza cardiaca), antinfiammatorie (attenua uno stato infiammatorio), emollienti (risolve uno stato infiammatorio), sedative (calma stati nervosi o dolorosi in eccesso) e astringenti (limita la secrezione dei liquidi).
- Parti usate: i fiori e il rizoma subacqueo.

### Giardinaggio
Queste piante decorano perfettamente i giardini acquatici tanto che è impensabile vederne uno senza la preziosa presenza delle “ninfee”. Questo naturalmente ha spinto tantissimi specialisti a creare una moltitudine di ibridi o cultivar per il mercato dei fiori da giardino. È una pianta valida anche nella produzione come fiore reciso.

### Cucina
In Finlandia e in certe zone della Russia questa pianta trova degli utilizzi eduli (i fusti subacquei) anche se contenendo diversi tannini risultano piuttosto amari.

## Riferimenti nella cultura
Il nome di questo fiore è collegato a diversi racconti e storie di civiltà antiche. La mitologia greca annovera molte ninfe. Questo nome deriva dal greco antico (“νύμφη”) e significa "giovane fanciulla". Le ninfe il più delle volte sono delle semi-divinità della natura.

Si dice che le ninfe fossero figlie di Zeus o Urano e che i loro miti fossero legati a divinità come ad esempio Artemide, Apollo o Poseidone. Generalmente vengono rappresentate, come attraenti fanciulle, vergini in età da marito. Il termine è anche legato con il verbo latino nubere (= prendere marito).
Famosa tra le ninfe è Euridice, moglie di Orfeo, oppure Eco, la ninfa del monte Elicona.
Anche in tempi più recenti è stata fonte di varie ispirazioni artistiche. Nella pittura impressionista famoso è il quadro Ninfee realizzato nel 1918 dal pittore francese Claude Monet.

## Galleria d'immagini

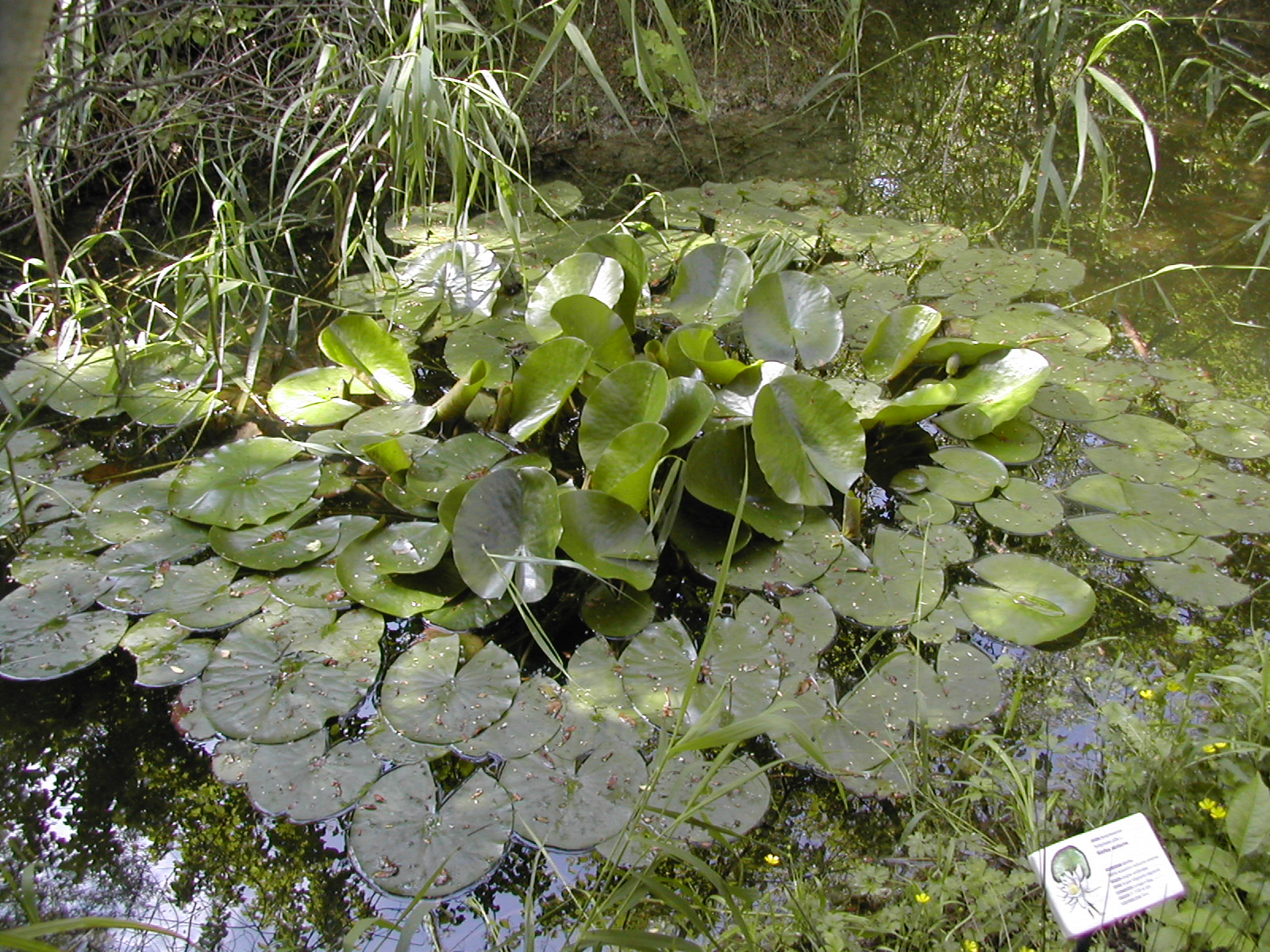
Ninfea comune, fotografata nell'Orto Botanico di Penne
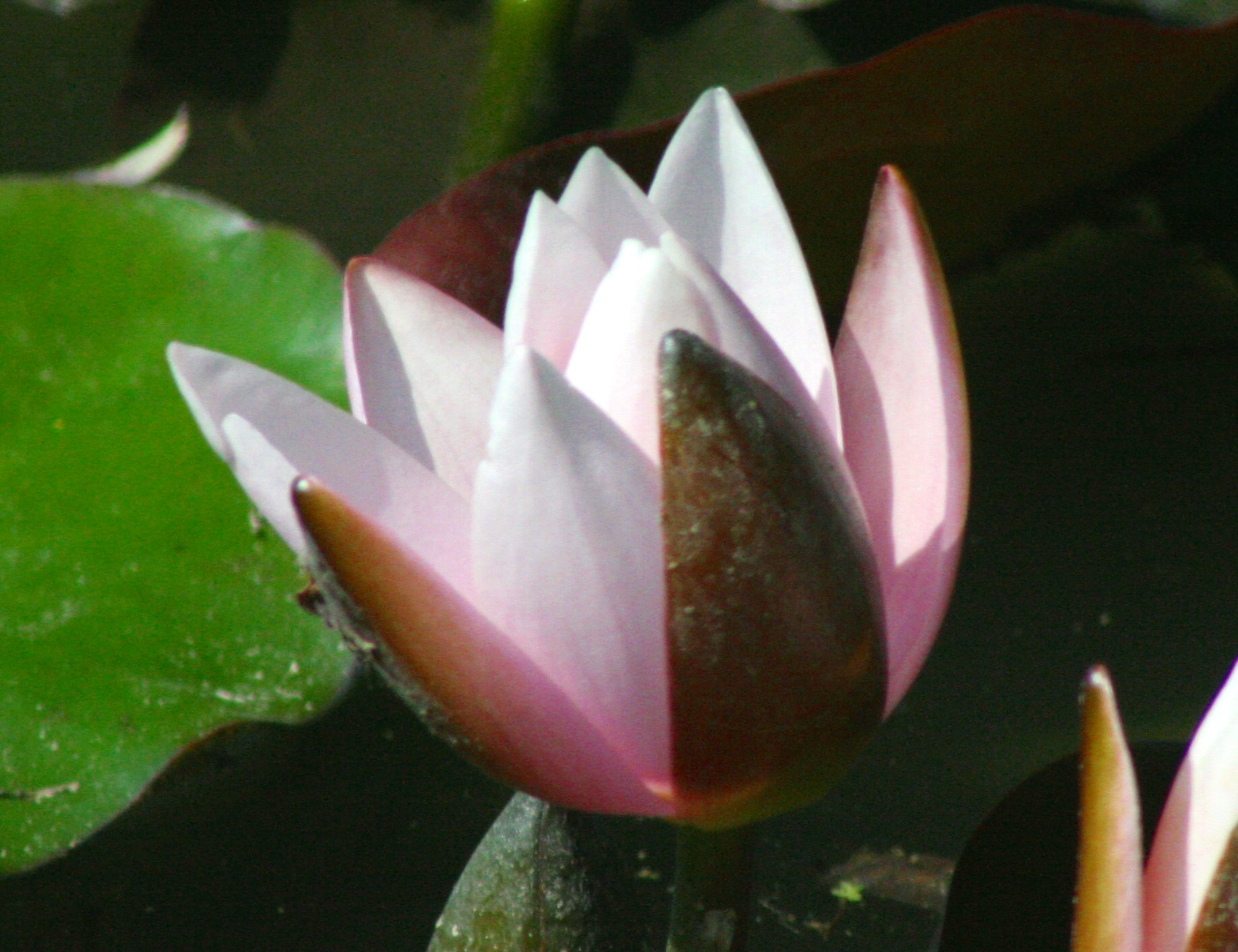
Canizzano (TV), 0 m s.l.m. - 11/07/2008
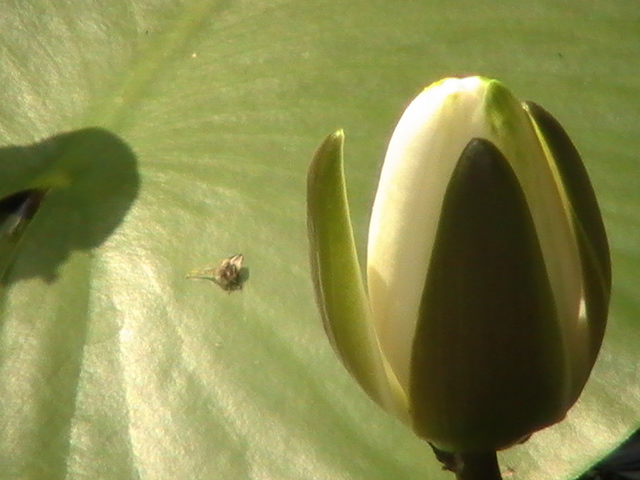
Giardino Botanico Alpino "Giangio Lorenzoni", Pian Cansiglio, Tambre d'Alpago (BL), 1000 m s.l.m. - 13/06/2009
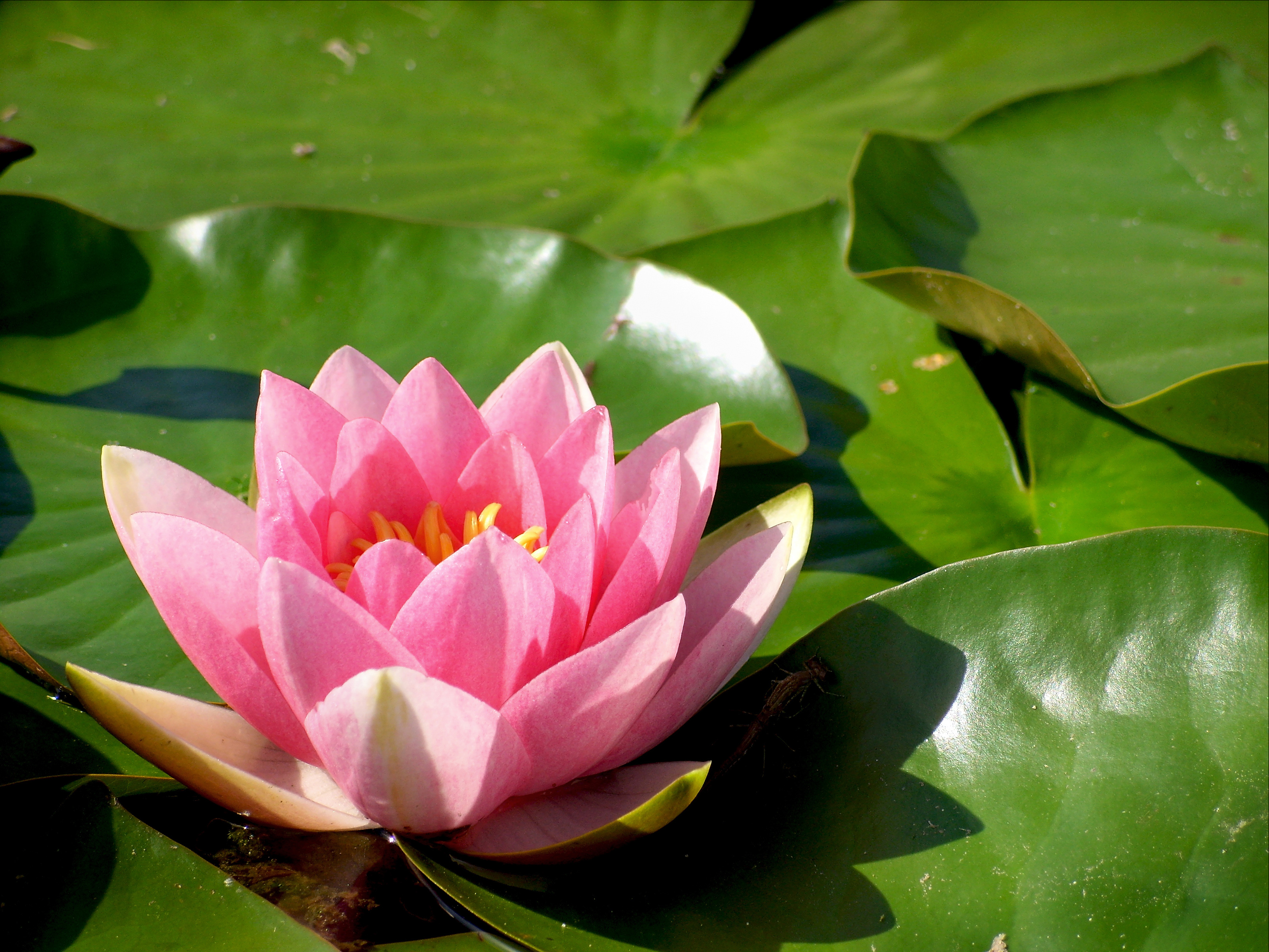
Una ninfea rosa sbocciata